# Stichting Sportvereniging Roda Juliana Combinatie 2013-2014
Questa voce raccoglie le informazioni riguardanti lo Stichting Sportvereniging Roda Juliana Combinatie nelle competizioni ufficiali della stagione 2013-2014.

## Stagione

### Rosa
| N. |                        | Ruolo | Calciatore                    |
| -- | ---------------------- | ----- | ----------------------------- |
| 1  | Polonia (bandiera)     | P     | Filip Kurto                   |
| 2  | Belgio (bandiera)      | D     | Martijn Monteyne              |
| 3  | Belgio (bandiera)      | D     | Bart Biemans                  |
| 4  | Paesi Bassi (bandiera) | D     | Guy Ramos                     |
| 5  | Paesi Bassi (bandiera) | D     | Ard van Peppen                |
| 6  | Paesi Bassi (bandiera) | C     | Roly Bonevacia                |
| 7  | Paesi Bassi (bandiera) | A     | Marc Höcher                   |
| 8  | Paesi Bassi (bandiera) | C     | Mark-Jan Fledderus (capitano) |
| 9  | Ungheria (bandiera)    | A     | Krisztián Németh              |
| 10 | Belgio (bandiera)      | C     | Davy De Beule                 |
| 11 | Paesi Bassi (bandiera) | A     | Anco Jansen                   |
| 12 | Paesi Bassi (bandiera) | A     | Frank Demouge                 |
| 14 | Paesi Bassi (bandiera) | C     | Mitchell Donald               |
| 15 | Paesi Bassi (bandiera) | C     | Anouar Kali                   |
| 16 | Paesi Bassi (bandiera) | D     | Timo Letschert                |

| N. |                        | Ruolo | Calciatore            |
| -- | ---------------------- | ----- | --------------------- |
| 17 | Paesi Bassi (bandiera) | D     | Henk Dijkhuizen       |
| 18 | Camerun (bandiera)     | C     | Arnaud Sutchuin Djoum |
| 19 | Paesi Bassi (bandiera) | C     | Mitchell Paulissen    |
| 20 | Paesi Bassi (bandiera) | A     | Guus Hupperts         |
| 21 | Polonia (bandiera)     | P     | Mateusz Prus          |
| 22 | Paesi Bassi (bandiera) | P     | Bryan Roox            |
| 23 | Paesi Bassi (bandiera) | C     | Wiljan Pluim          |
| 24 | Paesi Bassi (bandiera) | A     | Berry Powel           |
| 25 | Paesi Bassi (bandiera) | D     | Kees Luijckx          |
| 39 | Albania (bandiera)     | A     | Vasil Shkurtaj        |